# Wakatsuki (tàu khu trục Nhật)
Wakatsuki (若月 (Nhã Nguyệt)) là tàu khu trục lớp Akizuki của Hải quân Đế quốc Nhật Bản. Tên nó ấy có nghĩa là "Trăng Non".

## Thiết kế và mô tả
Các tàu lớp Akizuki ban đầu được thiết kế làm tàu hộ tống phòng không cho các nhóm tác chiến tàu sân bay của Nhật, nhưng đã được sửa đổi thêm ống phóng ngư lôi và mìn sâu để đáp ứng nhu cầu cho tàu khu trục đa năng hơn. Thủy thủ đoàn của mỗi tàu bao 300 sĩ quan và thủy thủ. Các tàu dài 134,2 mét (440 ft 3 in) tổng thể, với ngang 11,6 mét (38 ft 1 in)     và có đáy cao 4,15 mét (13 ft 7 in). Chúng có trọng tải choãn nước 2.744 tấn (2.701 tấn Anh) ở mức tải tiêu chuẩn và 3.759 tấn (3.700 tấn Anh) ở tải sâu.
Con tàu có hai tua bin hơi nước có trục Kampon với mỗi tua bin quay một cánh quạt trục. Chúng sử dụng hơi nước được cung cấp bởi ba nồi hơi ống nước Kampon. Tua bin được đánh giá ở mức tổng cộng 52.000 mã lực chỉ (39.000 kW) cho tốc độ thiết kế 33 hải lý trên giờ (61 km/h; 38 mph).Con tàu chở tới 1.097 tấn Anh (1.115 t) dầu nhiên liệu cho chúng tầm hoạt động khoảng 8.300 hải lý (15.400 km; 9.600 mi)  ở vận tốc 18 hải lý trên giờ (33 km/h; 21 mph).
Vũ khí chính của lớp Akizuki bao gồm tám khẩu 100mm mẫu 98 súng hai mục đích trong bốn tháp pháo đôi, hai cặp bắn trênh phía trước và sau của cấu trúc thượng tầng. Chúng mang bốn khẩu súng phòng không 25mm mẫu 96 trong hai bệ đôi. Các con tàu cũng được trang bị bốn ống phóng ngư lôi 610 milimét (24,0 in)  trong một tháp bốn ống duy nhất kèm theo đạn nạp cho mỗi ống. Vũ khí chống tàu ngầm của chúng bao gồm sáu máy phóng mìn sâu với 72 quả mìn sâu được mang theo.

## Lịch sử hoạt động

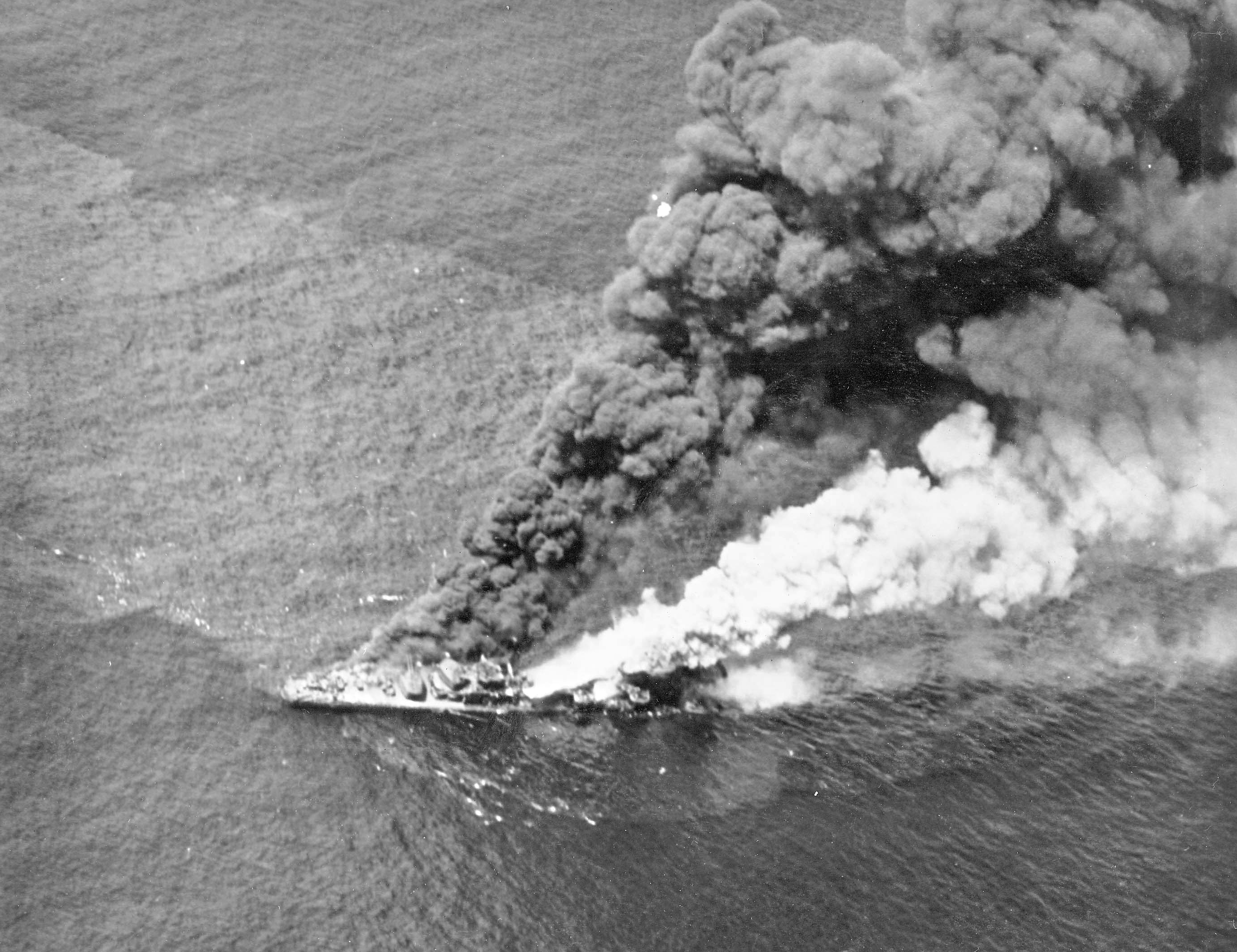
Wakatsuki bốc cháy và chìm, ngày 11 tháng 11 năm 1944

Con tàu được đưa vào biên chế ngày 31 tháng 5 năm 1943 vào Khu trục đội số 11. Wakatsuki đã tham gia giải cứu các thủy thủ khỏi Shōkaku (tháng 6 năm 1944) và Zuikaku (tháng 10 năm 1944) khi mỗi chiếc bị lực lượng Hoa Kỳ đánh chìm. Cả hai tàu sân bay này đều tham gia vào cuộc tấn công Trân Châu Cảng.
Vào ngày 11 tháng 11 năm 1944, Wakatsuki đang hộ tống một đoàn tàu đến Ormoc, Philippines thì bị đánh chìm bởi máy bay của Hạm đội tác chiến số 38 trong Vịnh Ormoc, phía tây của Leyte (10°50′B 124°35′Đ / 10,833°B 124,583°Đ).

## Khảo sát xác tàu
Xác tàu Wakatsuki được phát hiện vào đầu tháng 12 năm 2017 bởi tàu nghiên cứu RV Petrel  của người đồng sáng lập Microsoft Paul Allen ở độ sâu 869 ft (265 m) bên dưới bề mặt vịnh Ormoc. Nó đã được tìm thấy ở trạng thái bị hư hại nặng từ việc bị đánh chìm và va chạm với đáy biển và đang nằm bên mạn phải của nó.